# Sörbo
Sörbo is een plaats in de gemeente Falun in het landschap Dalarna en de provincie Dalarnas län in Zweden. De plaats heeft 86 inwoners (2005) en een oppervlakte van 22 hectare. De plaats ligt aan het meer Lilla Aspan.